# Vinodolia gluhodolica
Vinodolia gluhodolica е вид охлюв от семейство Hydrobiidae. Видът е застрашен от изчезване.

## Разпространение
Разпространен е в Черна гора.

## Описание
Популацията на вида е намаляваща.